# Thorée-les-Pins
 Thorée-les-Pins  es una población y comuna francesa que contiene 719 habitantes (último dato 1. de enero de 2015), situada en la región de Países del Loira, departamento de Sarthe, en el distrito de La Flèche y cantón de Le Lude. 

## Geografía
Thorée-les-Pins está situado aprox. 37 kilómetros al sur de Le Mans en Loir. Thorée-les-Pins esta rodeada de vecinas comunas, como por ejemplo: en el norte y noroeste Lúche-Pringé, en el oeste Le Lude, sur y suroeste Savigné-sous-le-Lude, Vaulandry en el sur y en el sureste, La Fleche en el este y para concluir Mareil-sur-Loir en nordeste.

## Demografía
| 692 | 631 | 626 | 617 | 616 | 616 |
| Para los censos de 1962 a 1999 la población legal corresponde a la población sin duplicidades (Fuente: INSEE [Consultar]) |     |     |     |     |     |